# ISO 11171
Die ISO-Norm ISO 11171 definiert eine genormte Kalibriermethode für Partikelzähler für Flüssigkeiten. Da sich die Eigenschaften von hydraulischen Betriebsflüssigkeiten mit zunehmendem Verschmutzungsgrad verschlechtern, werden die nach ISO 11171 kalibrierten Partikelzähler vor allem zur Kontaminationskontrolle in hydraulischen Systemen eingesetzt.
Durch die Norm wird festgelegt, wie die verschiedenen Parameter kalibriert werden und welche Abweichungen zulässig sind. So müssen für eine Vollkalibrierung des Partikelzählers folgende Parameter kalibriert werden:
- Rauschen
- tatsächlich gemessenes Flüssigkeitsvolumen
- Koinzidenzfehler
- Partikelgrößen
- Durchflussrate und ihre Grenzen
- Auflösung einer bestimmten Partikelgröße
- Partikelzählgenauigkeit